# Aphandra natalia
Aphandra natalia ist eine in Südamerika heimische Palmenart. Sie ist die einzige Art der Gattung Aphandra. Das Endosperm der Samen liefert vegetabiles Elfenbein.

## Merkmale
Aphandra natalia ist eine aufrechte, kurzstämmige, einzeln stehende, unbewehrte Palme. Sie ist zweihäusig getrenntgeschlechtig (diözisch) und mehrmals blühend. Der Blattstiel ist kurz, die Blätter sind gefiedert.
Von den nah verwandten Gattungen der Phytelepheae unterscheidet sich Aphandra durch folgende Merkmalskombination: Die männlichen Blüten besitzen längliche Antheren an langen Staubfäden, die an einem nicht polyedrischen Receptaculum sitzen. Die Blattscheiden produzieren reichlich Piassava-Fasern, die herabhängen und den oberen Teil des Stammes verdecken. Die männlichen Blüten stehen in Vierer- oder Fünfer-Gruppen, wobei die Blütenachsen einen trichterförmigen Pseudostiel bilden.
Eine männliche Blüte bildet 400 bis 650 Staubblätter.
Die Chromosomenzahl ist 2n = 36.

## Verbreitung und Standorte
Die Gattung ist im Westen des Amazonasbeckens beheimatet und kommt in Ecuador, Peru und Brasilien vor. Sie wächst im Tiefland- und Vorberg-Regenwald bis in 800 m Höhe. Gelegentlich wird sie auch in größeren Höhen kultiviert.

## Taxonomie und Systematik
Die Gattung Aphandra wird innerhalb der Familie Arecaceae in die Unterfamilie Ceroxyloideae, Tribus Phytelepheae gestellt. Die Gattung ist monotypisch, sie besteht aus der einzigen Art Aphandra natalia. Ihre Schwestergruppe ist Ammandra. 
Der Name Aphandra wurde aus den Namen der beiden verwandten Gattungen zusammengesetzt: Ammandra, das ph stammt von Phytelephas. Die Gattung wurde 1991 von Anders Sánchez Barfod in Opera Botanica a Societate Botanica Lundensi Band 105, Seite 44 erstbeschrieben. Die Typus-Art ist Aphandra natalia (Balslev & A.J.Hend.) Barfod (Syn.: Ammandra natalia Balslev & A.J.Hend.). Ammandra natalia wurde 1987 von Hendrik Balslev und Andrew James Henderson in Systematic Botany; Quarterly Journal of the American Society of Plant Taxonomists Band 12, Seite 501 bis 504 erstbeschrieben.

## Belege
- John Dransfield, Natalie W. Uhl, Conny B. Asmussen, William J. Baker, Madeline M. Harley, Carl E. Lewis: Genera Palmarum. The Evolution and Classification of Palms. Zweite Auflage, Royal Botanic Gardens, Kew 2008, ISBN 978-1-84246-182-2, S. 348ff.